# Orobanche ebuli
Orobanche ebuli är en snyltrotsväxtart som beskrevs av Rupert Huter och Rigo. Orobanche ebuli ingår i släktet snyltrötter, och familjen snyltrotsväxter. Inga underarter finns listade i Catalogue of Life.